# 13477 Utkin
13477 Utkin là một tiểu hành tinh vành đai chính với chu kỳ quỹ đạo là 1398.7003509 ngày (3.83 năm).
Nó được phát hiện ngày 5 tháng 11 năm 1975. Nó được đặt theo tên Russian rocket scientist Vladimir Fedorovich Utkin (1923-2000).